# Eifel (geologia)
| system                            | oddział          | piętro  | wiek (mln lat) |
| --------------------------------- | ---------------- | ------- | -------------- |
| karbon                            | wczesny missisip | turnej  | młodsze        |
| dewon                             | górny            | famen   | 372,2–358,9    |
| dewon                             | górny            | fran    | 382,7–372,2    |
| dewon                             | środkowy         | żywet   | 387,7–382,7    |
| dewon                             | środkowy         | eifel   | 393,3–387,7    |
| dewon                             | dolny            | ems     | 407,6–393,3    |
| dewon                             | dolny            | prag    | 410,8–407,6    |
| dewon                             | dolny            | lochkow | 419,2–410,8    |
| sylur                             | przydol          | przydol | starsze        |
| Podział według ICS, wrzesień 2023 |                  |         |                |

Eifel (ang. Eifelian)
- w sensie geochronologicznym – starszy wiek epoki dewonu środkowego, trwający około 6 milionów lat (od 397,5 ± 2,7 do 391,8 ± 2,7 mln lat temu). Eifel jest młodszy od emsu a starszy od żywetu.

- w sensie chronostratygraficznym – niższe piętro dewonu środkowego, leżące powyżej emsu, a poniżej żywetu. Nazwa pochodzi od gór Eifel (zachodnie Niemcy). Stratotyp dolnej granicy eiflu znajduje się w kamieniołomie na południe od Schönecken-Wetteldorf koło Prüm (Eifel, Niemcy). Granica oparta jest na pierwszym pojawieniu się konodonta Polygnathus costatus partitus Klapper, Ziegler et Mashkova, 1978.